# Memoriał Bronisława Idzikowskiego i Marka Czernego 1997
Memoriał im. Bronisława Idzikowskiego i Marka Czernego 1997 – 30. edycja turnieju w celu uczczenia pamięci polskiego żużlowca Bronisława Idzikowskiego i Marka Czernego, który odbył się dnia 8 czerwca 1997 roku. Turniej wygrał Andy Smith.

## Wyniki
- Częstochowa, 8 czerwca 1997
- NCD: Andy Smith – 67,84 w wyścigu 2
- Sędzia: Marek Wojaczek

| Msc. | Zawodnik               | Klub            | Pkt  |              |  |
| ---- | ---------------------- | --------------- | ---- | ------------ |  |
| 1    | (7) Andy Smith         | Wielka Brytania | 12+3 | (2,3,2,2,3)  |  |
| 2    | (4) Janusz Stachyra    | Rzeszów         | 12+2 | (1,2,3,3,3)  |  |
| 3    | (6) Rafał Dobrucki     | Piła            | 11+3 | (1,2,3,2,3)  |  |
| 4    | (1) Sebastian Ułamek   | Częstochowa     | 11+2 | (2,3,2,1,3)  |  |
| 5    | (2) Mirosław Kowalik   | Toruń           | 10   | (d,3,2,3,2)  |  |
| 6    | (14) Roman Jankowski   | Leszno          | 9    | (3,0,3,3,0)  |  |
| 7    | (5) Sławomir Drabik    | Częstochowa     | 9    | (d,d,3,3,3)  |  |
| 8    | (8) Todd Wiltshire     | Australia       | 8    | (3,3,1,d,1)  |  |
| 9    | (11) Robert Jucha      | Częstochowa     | 8    | (1,2,1,2,2)  |  |
| 10   | (12) Charlie Gjedde    | Dania           | 7    | (3,1,1,d,2)  |  |
| 11   | (10) Rafał Osumek      | Częstochowa     | 7    | (2,1,wu,2,2) |  |
| 12   | (13) Robert Przygódzki | Częstochowa     | 6    | (1,2,1,1,1)  |  |
| 13   | (9) Rafał Okoniewski   | Piła            | 4    | (0,1,2,1,0)  |  |
| 14   | (16) Eugeniusz Skupień | Rybnik          | 4    | (2,0,0,1,1)  |  |
| 15   | (3) Grzegorz Rempała   | Rzeszów         | 2    | (1,1,0,0,0)  |  |
| 16   | (15) Joachim Kugelmann | Niemcy          | 0    | (0,0,0,0,0)  |  |
|      | rez. Artur Pietrzyk    | Częstochowa     |      | (ns)         |  |
|      | rez. Sebastian Kowolik | Częstochowa     |      | (ns)         |  |

Bieg po biegu
1. [68,94] Ułamek, Rempała, Stachyra, Kowalik
2. [67,84] Wiltshire, Smith, Dobrucki, Drabik
3. [67,95] Gjedde, Osumek, Jucha, Okoniewski
4. [68,42] Jankowski, Skupień, Przygódzki, Kugelmann
5. [68,33] Ułamek, Przygódzki, Okoniewski, Drabik
6. [68,66] Kowalik, Dobrucki, Osumek, Jankowski
7. [69,69] Smith, Jucha, Rempała, Kugelmann
8. [68,08] Wiltshire, Stachyra, Gjedde, Skupień
9. [68,65] Dobrucki, Ułamek, Jucha, Skupień
10. [68,03] Drabik, Kowalik, Gjedde, Kugelmann
11. [68,13] Jankowski, Okoniewski, Wiltshire, Rempała
12. [68,64] Stachyra, Smith, Przygódzki, Osumek
13. [69,21] Jankowski, Smith, Ułamek, Gjedde
14. [69,98] Kowalik, Jucha, Przygódzki, Wiltshire
15. [70,07] Drabik, Osumek, Skupień, Rempała
16. [69,92] Stachyra, Dobrucki, Okoniewski, Kugelmann
17. [69,74] Ułamek, Osumek, Wiltshire, Kugelmann
18. [69,85] Smith, Kowalik, Skupień, Okoniewski
19. [70,00] Dobrucki, Gjedde, Przygódzki, Rempała
20. [68,71] Stachyra, Drabik, Jucha, Jankowski
21. Wyścig dodatkowy: [69,95] Smith, Stachyra
22. Wyścig dodatkowy: [68,80] Dobrucki, Ułamek